# Earinis purpurea
Earinis purpurea är en skalbaggsart som beskrevs av Lea 1916. Earinis purpurea ingår i släktet Earinis och familjen långhorningar. Inga underarter finns listade i Catalogue of Life.